# Port lotniczy At-Tur
Port lotniczy At-Tur – lotnisko Egiptu, w pobliżu At-Tur. Korzystają z niego głównie służby rządowe, gubernatorskie oraz dyplomatyczne.